# Erbajolo
Erbajolo (en cors Erbaghjolu) és un municipi francès, situat a la regió de Còrsega, al departament d'Alta Còrsega. L'any 2005 tenia 96 habitants.

## Demografia
| 1962 | 1968 | 1975 | 1982 | 1990 | 1999 |
| ---- | ---- | ---- | ---- | ---- | ---- |
| 102  | 132  | 137  | 101  | 90   | 92   |

## Administració
| Període | Identitat            | Partit | Qualitat |  |
| ------- | -------------------- | ------ | -------- |  |
| 2008-   | Jean-Marie Venturini |        |          |  |